# Gliese 33
Désignations
Gliese 33 (ou HD 4628) est une étoile située à 24,2 années-lumière de la Terre dans la constellation des Poissons. C'est une naine orange de type spectral K2,5 V. Elle a une taille de 80 % et une luminosité de 24 % celle du Soleil.